# Румигін Шаміль Маджидович
Шамі́ль Маджи́дович (Семен Михайлович) Руми́гін (1997—2019) — солдат Збройних сил України, учасник російсько-української війни.

## Життєпис
Народився 1997 року в місті Дніпро (Самарський район). Українець татарського походження, його дідусь був військовим хірургом. Брав активну участь у житті мусульманської громади Дніпра. Здобув вищу освіту — за двома спеціальностями одночасно. Як підприємець відкрив свій магазин. Допомагав будувати мечеть у Кам'янському. Написав краєзнавчу доповідь «З історії мусульман Наддніпрянщини», січень 2018) та наукову роботу про історичну мечеть Дніпра (хоча не був науковцем).
У січні 2019 року вступив на військову службу за контрактом; солдат, стрілець-снайпер розвідувальної роти 25-ї бригади.
21 липня 2019-го вранці загинув поблизу міста Щастя — під час висування на спостережний пост ВОП «Фасад», внаслідок підриву на встановленому ДРГ вибуховому пристрої. Шаміль намагався витягти пораненого солдата Нікіту Скітченка, який підірвався на першому пристрої, але зачепив другу міну, від вибуху обидва десантники загинули на місці, іще двоє вояків зазнали поранень.
24 липня 2019 року похований на мусульманській ділянці Краснопільського кладовища міста Дніпро.
Без єдиного сина лишились батьки — Маджид і Вікторія Румигіни.

## Нагороди та вшанування
- Указом Президента України № 19/2020 від 21 січня 2020 року за «особисту мужність і самовіддані дії, виявлені у захисті державного суверенітету та територіальної цілісності України» нагороджений орденом «За мужність» III ступеня (посмертно)[2]
- 21 травня 2021 року у місті Дніпро на території школи №11, де навчався Шаміль Румигін, встановлено меморіальну дошку. На церемонії імам мечеті Ісламського культурного центру Дніпра Едґар Девлікамов прочитав суру «Аль-Бакара» та дуа, а голова Управління військового капеланства мусульман України імам-капелан Мурад Путилін виступив із промовою, присвяченою Шамілеві Румигіну та іншим воїнам, загиблим за свободу України.[3]